# テレンス・コンゴロ
テレンス・コンゴロ（Terence Kongolo、1994年2月14日 - ）は、スイス・フリブール出身のサッカー選手。元オランダ代表。ポジションはDF（センターバック）。ロドニー・コンゴロは弟。音節の分け方はKon/go/loであり、nとgは分けて発音されるため、コンホロ表記も可能。

## 経歴

### フェイエノールト
スイスで生まれたが、幼少期にロッテルダムに移住した。RVV Hillesluisでサッカーを始め、フェイエノールトの9歳以下のチームに加入。同じ94年組であるアナス・アチャバール、トニー・フィリェナ、ジャン・パウル・ボエチウス、カリム・レキク、カイル・エベシリオと共にフェイエノールトでユース時代を過ごした。左利きだがレキクと共にプレーしてきたため、右CBでのプレーに慣れている。2012年7月25日に2016年までの新契約を結んだ。
2012年4月14日のSBVエクセルシオールとのホームゲームにおいて途中出場でトップチームにデビュー。2012年9月27日のNECナイメヘンとのカップ戦で初ゴールを挙げている。
2012-13シーズンはステファン・デ・フライ、ヨリス・マタイセンの負傷離脱を受けてブルーノ・マルティンス・インディの右で3試合スタメン出場で高評価を得たが、10月7日のFCフローニンゲン戦ではイエローカード2枚で前半30分を待たずに退場処分を受けた。11月19日のリザーブチームの試合で膝の靱帯を痛めて数ヶ月間離脱した。
2013-14シーズンは長期離脱から戻った後も層の厚いDF陣の前にトップチームでの出場機会に恵まれず、冬の移籍市場でレンタル移籍を希望したが、ロナルド・クーマン監督から「チャンスは必ず来る」と慰留を受けて残留。そのチャンスはすぐに訪れ、眼部出血でヨリス・マタイセンが離脱したことで1月31日のフィテッセ戦からスタメン出場すると、安定したパフォーマンスをみせた。
マタイセン復帰後も左サイドバックや左CBでスタメン出場を続け、2月23日のFCトゥウェンテ戦ではエールディヴィジのベストプレイヤーの一人ドゥシャン・タディッチを完全に抑え込んで高い評価を受けた。3月9日のFCフローニンゲン戦でも左サイドバックとしてスタメン出場し、右サイドバックのスフェン・ファン・ベークと共に攻守に大きな貢献を見せ、ルベン・スハーケンが決めた先制点のアシストで前シーズンの退場劇のリベンジを果たした。
2014-15シーズンはシーズンスタート直後こそワールドカップの疲れを感じさせる低調な出来だったが、9月21日のホームでのアヤックス戦でこのシーズン初めてCBで起用されるとスピードを活かした前進守備とタックルの能力で高い評価を受け、それ以降ファン・ベークとのコンビでスタメンに定着。しかしシーズン終盤にはチームと共に調子を落とした。
2015-16シーズンも当初CBのスタメンとしてプレーしていたが、ミケル・ネロムの不調によって再び左サイドバックでの起用が続き、前へのスピードとフットボール能力、競り合いの強さで再び高い評価を受け、2016-17シーズンもファン・デル・ハイデンがCBのスタメンに定着したことでコンゴロは左サイドバックに集中、フェイエノールトのエールディヴィジ優勝に大きく貢献した。

### モナコ
2017年7月3日、ASモナコへの移籍が発表された、移籍金は報道で最低1500万ユーロ。契約期間は2022年までとなっている。

### ハダースフィールド
2018年1月2日、ハダースフィールド・タウンFCへシーズン終了までのレンタル移籍が発表された。
2018年6月8日、レンタル移籍で加入したハダースフィールド・タウンFCへ完全移籍することが発表された。4年契約を結び、移籍金は非公開だがクラブ過去最高額と発表された。

### フラム
2020年1月16日、フラムFCにレンタル移籍した。
2020年10月16日、フラムFCに完全移籍し、4年契約（1年延長オプション）を結んだ。

### NACブレダ
2024年9月2日、NACブレダに2年契約で移籍した。

### 代表
2011年のUEFA U-17欧州選手権でチームでフェイエノールト・ユースのチームメイトらとスタメンでプレーし優勝。5-2で勝利したドイツとの決勝でゴールを決めている。
2014年5月17日に行われたエクアドル代表との親善試合でオランダ代表初出場を果たした。

## 代表歴

### 出場大会
- オランダ代表
  - 2014 FIFAワールドカップ

### 試合数
- 国際Aマッチ 4試合 0得点（2014年-2018年）[10]

| オランダ代表 | 国際Aマッチ | 国際Aマッチ |
| 年           | 出場        | 得点        |
| ------------ | ----------- | ----------- |
| 2014         | 2           | 0           |
| 2015         | 1           | 0           |
| 2016         | 0           | 0           |
| 2017         | 0           | 0           |
| 2018         | 1           | 0           |
| 通算         | 4           | 0           |

## タイトル
フェイエノールト
エールディヴィジ : 2016-17
KNVBカップ : 2015-16